# Lac du Missionnaire
Le lac du Missionnaire (désigné autrefois "Grand lac long") est situé dans la municipalité de Trois-Rives et du Lac-aux-Sables, dans MRC de Mékinac, dans la Batiscanie, dans la zone administrative de la Mauricie, en la province de Québec, au Canada.

## Histoire
Dans l'histoire autochtone, la rivière Mékinac et le "lac du Missionnaire" auraient servi de passe entre la rivière Saint-Maurice et la rivière Batiscan. Cette passe a aussi été très utile en hiver aux entrepreneurs forestiers afin d'accéder aux territoires de coupes forestières dans le secteur du "lac du Missionnaire" ou du "lac Mékinac", à l'aide de chevaux tirant des voitures chargées de provisions et de matériels de chantier forestier notamment d'outils de coupe. L'utilité de cette passe pour la foresterie s'est grandement atténué à la suite de la construction en 1907-1908 du chemin de fer dans le secteur du Tawachiche, reliant Hervey-Jonction à La Tuque. Aujourd'hui, cette passe est très utilisée par les motoneigistes entre le début décembre et fin mars, grâce à la glace.
La sylviculture a été un vecteur économique majeur dans ce secteur. Aujourd'hui, l'économie sectorielle est basée sur les activités récréo-touristiques et la sylviculture. Ce territoire est approprié pour y circuler en VTT ou en autoneige, pour la pratique de la chasse, la pêche, le camping, les activités nautiques, l'observation de la nature ou la cueillette de fruits sauvages. La villégiature s'intensifie.
En 1938, Groleau inc. a construit un moulin à scie à l'extrémité sud du lac du Missionnaire, soit à 4,3 km (par la route) d'Hervey-Jonction. Le 27 juin 1955, ce moulin est détruit par un incendie. Le moulin a été reconstruit au village de Sainte-Thècle, face à la gare, à côté de la manufacture de Groleau inc.

## Géographie
Le "lac du Missionnaire" se subdivise en deux parties : nord et sud, qui sont interreliées par la "passe à Groleau" d'une longueur de 0,77 km. Outre un chenal plus large sur environ 0,5 km de long situé au milieu, cette passe est difficilement navigable, étant étroite, peu profonde et comportant par endroits des pierres au fond. Les embarcations légères peuvent naviguer dans l'entrée sud de la passe. Toutefois, l'entrée nord de la passe requiert un portage en canot (ou simplement tirer le canot en marchant dans l'eau et en le soulevant au besoin). Un pont routier enjambe cette passe (dans la partie nord de la passe) afin de desservir les chalets situés sur la rive nord-est du lac. La partie Sud du "lac du Missionnaire" se décharge par le biais de la "passe à Groleau" dans la partie Nord du lac.
La partie Sud du lac du missionnaire est située en partie dans la municipalité du Lac-aux-Sables (5e et 6e rang Price) et en partie dans Trois-Rives (du 1er rang N.-E. au 5e rang N.-E.). Cette dernière partie était administrée jusqu'au 28 août 2004 par le territoire non organisé du Lac Masketsi. La partie Sud du lac a une forme très étirée dans l'axe nord-sud, d'une longueur de 5,1 km et une largeur maximale de 0,5 km. La partie Sud du lac est accessible par la route à partir du secteur Hervey-Jonction (dans la municipalité du Lac-aux-Sables). De là, le visiteur s'oriente vers le nord en empruntant le chemin du Lac-en-cœur, puis le "chemin du lac du Missionnaire" lequel longe toute la partie sud-ouest du lac. Du côté Sud-Ouest, cette route se rend au-delà de la "passe à Groleau" (1,6 km plus loin), dans la partie sud-ouest du lac du Missionnaire Nord. Toutefois, le côté nord-est du lac du Missionnaire Sud ne comporte pas de route à cause du relief montagneux.

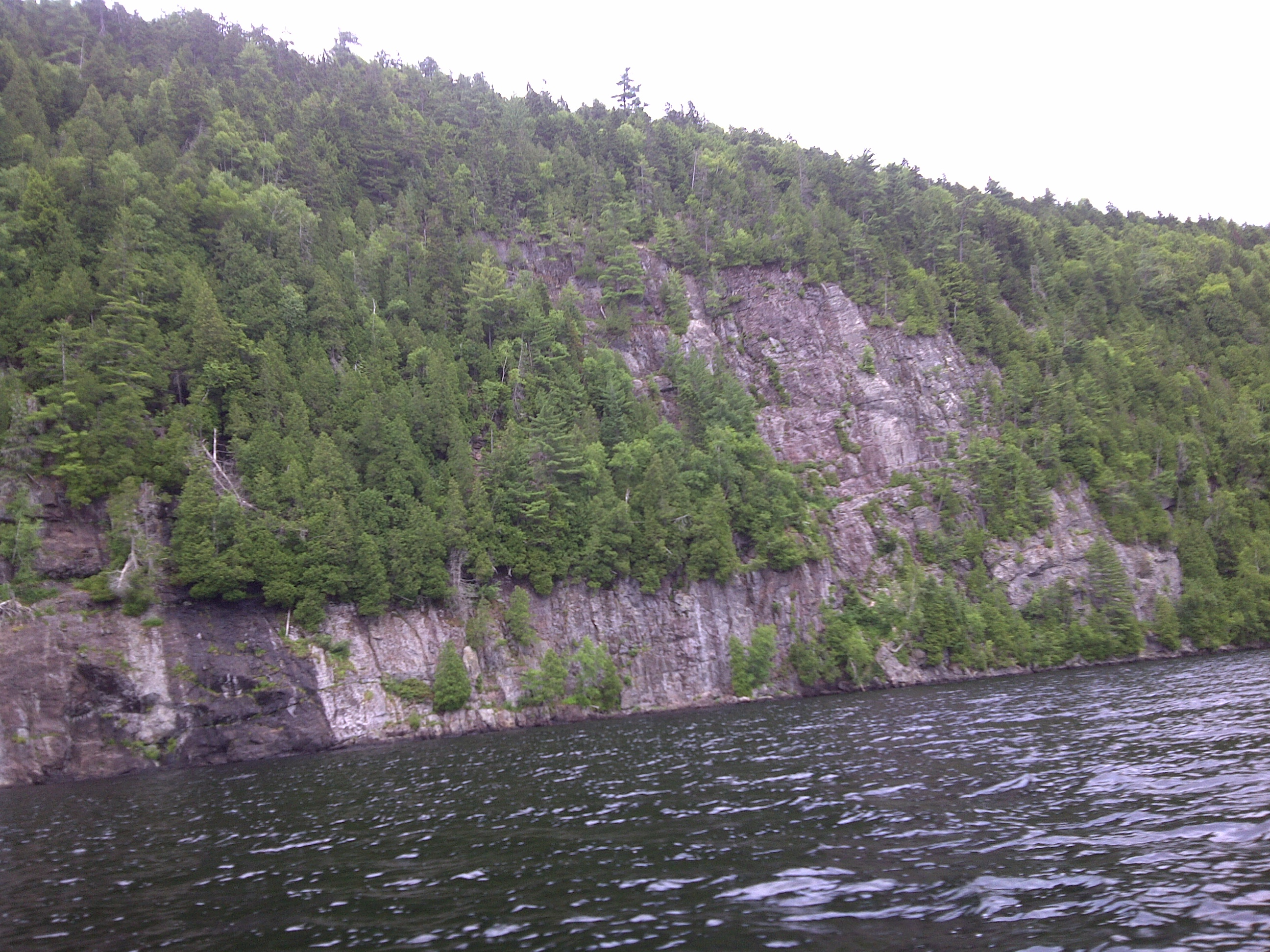
La rive nord de la partie nord du lac du Missionnaire comporte de hautes falaises

La partie Nord du lac du missionnaire a une forme allongée dans l'axe nord-sud, mesurant 7,1 km de long par 1,2 km. Sa décharge, située au nord-ouest du lac, passe sous un pont et se déverse dans le "ruisseau Long" qui relie le lac du Missionnaire et le lac Mékinac. Ce ruisseau coule après 90 mètres dans un petit lac (d'une longueur de 0,43 km). La décharge de ce dernier qui est longue de 0,2 km, coule vers le nord-ouest dans le "Petit lac du Missionnaire" (long de 1,5 km). La décharge de ce dernier se déverse dans le "lac à la Puce" (long de 300 mètres). La décharge de ce dernier se déverse 0,66 km plus loin vers l'ouest dans le lac Mékinac, juste en amont du barrage situé à l'embouchure de ce dernier lac. La distance totale (par l'eau) entre l'embouchure du lac du Missionnaire et le lac Mékinac est de 3,18 km.
La partie nord du "lac du Missionnaire" est accessible par la route à partir du village de Saint-Joseph-de-Mékinac de la municipalité de Trois-Rives, en suivant vers le nord le chemin du "lac Mékinac" sur 8,5 km (à partir de l'église), puis le chemin du "lac du Missionnaire" sur 4,2 km. Par ailleurs, le côté nord-est du lac du Missionnaire Nord comporte une route limitée à 2,9 km à partir de la route "Chemin du lac Missionnaire", à cause des montagnes escarpées.
Près de l'embouchure du lac du missionnaire Nord, le chemin du lac aux Loutres se dirige vers le nord, permettant d'accéder au lac aux Loutres, situé à environ 2,5 km à partir de l'intersection du chemin du lac Missionnaire. En poursuivant vers le Nord, le visiteur accède au secteur Doheny dans le territoire non organisé du Lac-Masketsi, dont le petit hameau est situé le long de la voie ferrée reliant Hervey-Jonction à La Tuque, à environ 4,6 km à l'Est du lac Mékinac.

## Toponymie
Le toponyme "Lac du Missionnaire" a été choisi afin de rendre hommage au missionnaire jésuite Paul Le Jeune venu de France, et fondateur du poste de Trois-Rivières en 1634 et de Ville-Marie (Montréal) en 1642. Paul Le Jeune a été un grand explorateur de la Nouvelle-France après la fondation de Trois-Rivières. Dans la région de Sainte-Thècle, plusieurs toponymes sont associés à son œuvre de vie : Canton Lejeune, lac le Jeune et Lac du Jésuite. À Saint-Tite, le nom de l'École secondaire Paul Le Jeune ouverte en 1969, rend hommage à ce missionnaire,. Le toponyme "Lac du Missionnaire" a été inscrit le 5 décembre 1968 à la Banque des noms de lieux de la Commission de toponymie du Québec.